# Intimiteatteri
Intimiteatteri var en teater i Helsingfors. 
Intimiteatteri grundades 1949 av Mauno Manninen i avsikt att föra in nya teaterströmningar och spela både moderna pjäser och klassisk dramatik med förankring i de aktuella händelserna. Teatern fick 1981 en egen lokal i Östra Böle. Intimiteatteri spelade en betydande roll i teaterlivet i Helsingfors under Manninens ledning. Han efterträddes 1969 av Tommi Rinne. Då hade teatern redan bytt linje och alltmer blivit en komediteater. Åren 1975–1987 var Matti Ranin chef för teatern, och då Intimiteatteri och barnteatern Penniteatteri 1987 förenades till en ny barn- och ungdomsteater Pieni Suomi fortsatte han chefskapet några år. På grund av Pieni Suomis ekonomiska problem beslöt stadsstyrelsen 2000 att Pieni Suomi och Helsingfors stadsteater skulle fusioneras. I Intimiteatteris gamla lokaler öppnade stadsteatern en ny scen, Studio Pasila.